# 1997 год в истории метрополитена
В этой статье перечисляются основные  события из истории метрополитенов в 1997 году. Полужирным шрифтом выделены открытия новых транспортных систем.

## События
- 28 апреля — открыт участок Линии D Лионского метрополитена от станции Горж де Лу до станции Гар де Вэз.
- 28 июня —  открыт Метрополитен Гуанчжоу
- 29 июня — в Пражском метрополитене завершилась эксплуатация вагонов метро типа Ечс.
- 15 сентября — открыты 55-я и 56-я станция Петербургского метрополитена — «Чкаловская» и «Спортивная». «Спортивная» стала первой двухъярусной пересадочной односводчатой станцией.
- 7 ноября — открыто две новых станции Минского метрополитена — «Партизанская» и «Автозаводская».
- 8 ноября — открыты 4 станции Мюнхенского метрополитена: «Кандидплац», «Веттерштайнплац», «Санкт-Квирин-Плац», «Мангфалльплац». В Мюнхене теперь 84 станции.
- 13 ноября — открыты 2 станции метрополитена Буэнос-Айреса: «Ольерос» и «Хосе Эрнандес».
- 27 декабря — открыта станция Киевского метрополитена «Печерская».

## Происшествия
| Дата       | Метро                   | Погибли | Пострадали | Описание |
| ---------- | ----------------------- | ------- | ---------- | -------- |
| 29 октября | Тбилисский метрополитен | 1       | 0          | ???      |